# Jonathan Guerreiro
Jonathan Guerreiro (russisch Джонатан Гурейро; * 3. April 1991 in Sydney, Australien) ist ein russischer Eistänzer.
Guerreiros Mutter Swetlana Ljapina ist eine ehemalige russische Eistänzerin, die mit ihrem Partner Georgi Sur bei den Juniorenweltmeisterschaften 1984 die Bronze-, im darauffolgenden Jahr die Silbermedaille gewann. Der Vater von Jonathan Guerreiro stammt aus Portugal und war Manager der Eislauftour von Jayne Torvill und Christopher Dean. Guerreiro wurde in Sydney geboren und wuchs dort auf, ehe er im Jahre 2005 mit seinen Eltern in die russische Hauptstadt Moskau zog, da es dort bessere Trainingsmöglichkeiten gab. Seit seiner Geburt hält er die doppelte Staatsbürgerschaft.
Während Guerreiro noch in Australien lebte, lief er mit Rachael Reading und Kiah Pilz. Nachdem er nach Russland gekommen war, startete er zunächst mit Daria Panfilowa auf regionalem Level, ehe er im Sommer 2006 in Jekaterina Rjasanowa eine neue Partnerin fand. Das Paar startet für Blue Bird RSC und wurde von Swetlana Alexejewa und Jelena Kustarowa trainiert. Gemeinsam gewannen sie bei der Juniorenweltmeisterschaft 2009 die Bronzemedaille. Nach der Saison trennte sich das Paar.
Ab der nächsten Saison lief Guerreiro zusammen mit Jekaterina Puschkasch. 2011 wurde das Paar Vizeweltmeister bei den Junioren.

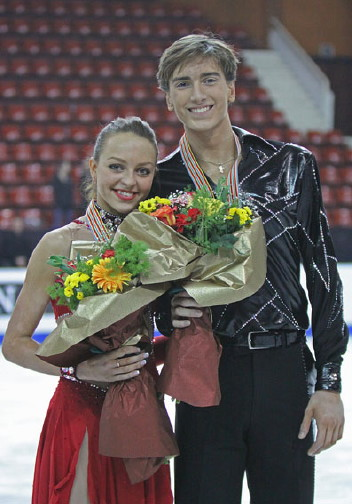
Guerreiro mit Jekaterina Rjasanowa (2009)

Bei den russischen Meisterschaften 2015 trat Guerreiro erstmals zusammen mit Tiffany Zahorski im Wettbewerb an. An den Olympischen Winterspielen 2018 nahmen beide als Olympische Athleten aus Russland teil. Das Paar belegte den 18. Platz im Kurztanz und den 14. Platz im Kürtanz, dies ergab in der Gesamtwertung den 13. Platz.

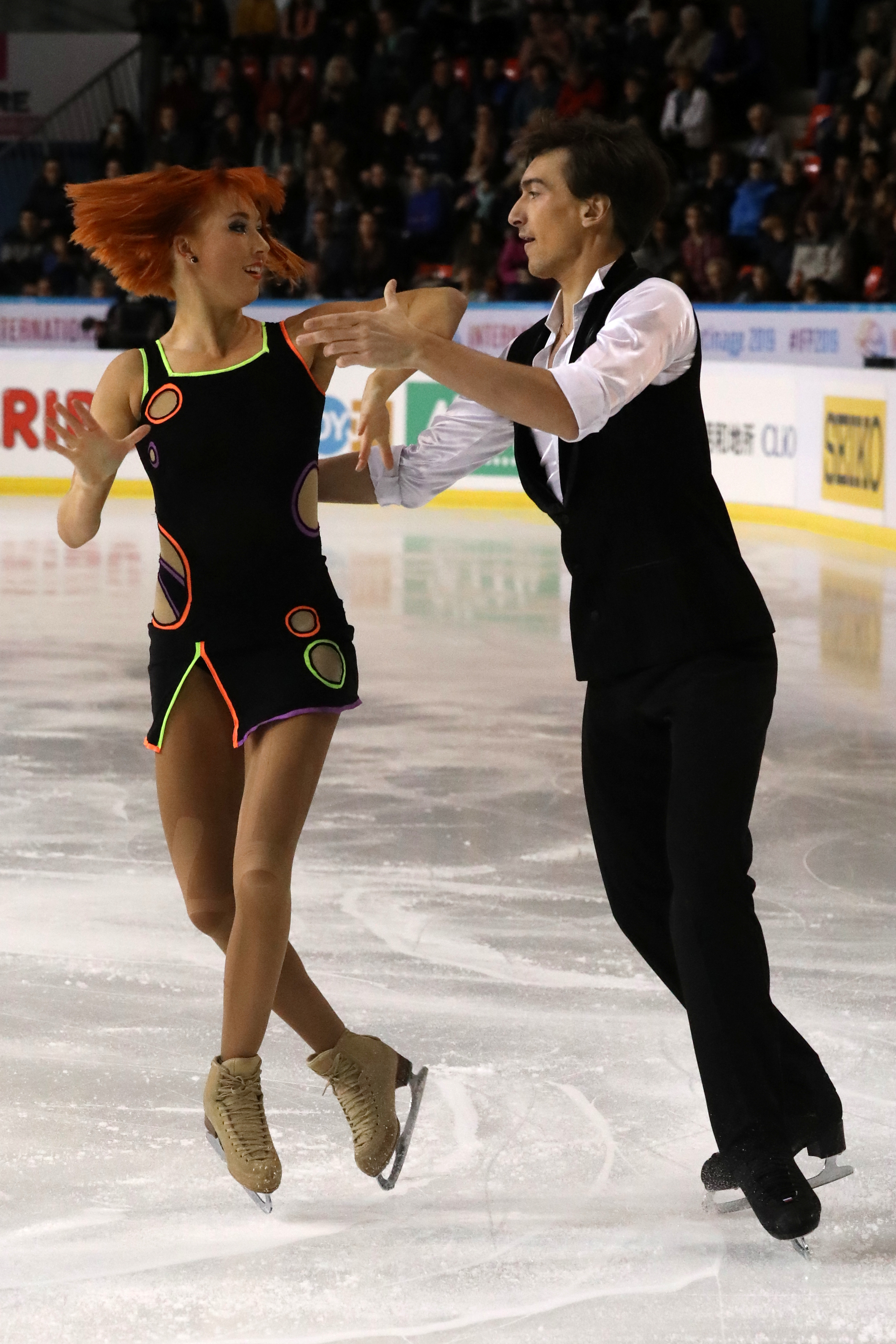
Guerreiro mit Tiffany Zahorski (2019)

## Erfolge
Mit Tiffany Zahorski:
| Meisterschaft / Jahr           | 2015    | 2016    | 2017    | 2018    | 2019    | 2020    | 2021    | 2022    |
| ------------------------------ | ------- | ------- | ------- | ------- | ------- | ------- | ------- | ------- |
| Olympische Winterspiele        |         |         |         | 13.     |         |         |         |         |
| Weltmeisterschaften            |         |         |         | 8.      |         |         | 10.     |         |
| Europameisterschaften          |         |         |         | 6.      |         | 6.      |         |         |
| Russische Meisterschaften      | 5.      | 5.      | 5.      | 3.      | 7.      | 3.      | 2.      | 8.      |
| Grand-Prix-Wettbewerb / Saison | 2014/15 | 2015/16 | 2016/17 | 2017/18 | 2018/19 | 2019/20 | 2020/21 | 2021/22 |
| Grand-Prix-Finale              |         |         |         |         | 5.      |         |         |         |
| Cup of Russia                  |         |         | 5.      |         |         |         | 2.      |         |
| Cup of China                   |         |         |         | 4.      |         |         |         |         |
| Trophée Eric Bompard           |         |         |         |         |         | 5.      |         |         |
| Skate America                  |         |         |         | 6.      | 3.      | 5.      |         |         |
| NHK Trophy                     |         |         |         |         | 2.      |         |         |         |

Mit Jekaterina Puschkasch:
| Meisterschaft / Jahr           | 2010  | 2011  | 2012  | 2013  |
| ------------------------------ | ----- | ----- | ----- | ----- |
| Juniorenweltmeisterschaften    | 6.    | 2.    |       |       |
| Russische Meisterschaften      | 3. J  | 2. J  | 4.    | 6.    |
| Grand-Prix-Wettbewerb / Saison | 09/10 | 10/11 | 11/12 | 12/13 |
| Skate Canada                   |       |       | 6.    |       |
| Cup of Russia                  |       |       | 7.    |       |
| Trophée Eric Bompard           |       |       |       | 7.    |

J – Junioren
Mit Jekaterina Rjasanowa:
| Wettbewerb/Wintersaison            | 07-08 | 08-09 |
| ---------------------------------- | ----- | ----- |
| Juniorenweltmeisterschaften        | 6.    | 3.    |
| Russische Junioren-Meisterschaften | 3.    | 1.    |
| Junioren Grand Prix Finale         | 8.    | 3.    |